# Passeport tunisien
Le passeport tunisien est un document de voyage qui certifie à la fois l'identité et la nationalité du citoyen qui en est porteur et lui assure la faculté de voyager librement à l'étranger. Il est délivré exclusivement par l'État tunisien et ses représentations à l'étranger aux citoyens de nationalité tunisienne pour leurs voyages internationaux. Le passeport est valable durant cinq ans.
Selon le Passport Index, la possession du passeport ordinaire permet à son détenteur de visiter 80 pays sans visa, ce qui place la Tunisie à la 66e place dans le monde (à la même position que le Malawi et la Namibie) pour le nombre de pays accessibles sans formalité de visa.

## Types de passeports
Il en existe trois types :
- le passeport ordinaire (couleur vert sombre) est délivré à tous les citoyens tunisiens qui en font la demande. Il sert à se déplacer à l'extérieur du pays avec ou sans visa et comme une pièce d'identité nationale.
- le passeport diplomatique (bleu marine) est un passeport attribué aux diplomates et leurs familles. Ce document sert à se déplacer sans ou avec visa à l'extérieur du pays et comme une pièce d'identité nationale. De plus, il garantit au titulaire l'immunité diplomatique lors de son voyage à l'étranger.
- le passeport de service ou spécial (bordeaux) est un document d'identité et de voyage délivré pour l'accomplissement d'une mission ou d'un déplacement à l'étranger et attribué aux fonctionnaires ou représentants du gouvernement.

## Arsenal juridique

### Anciens textes

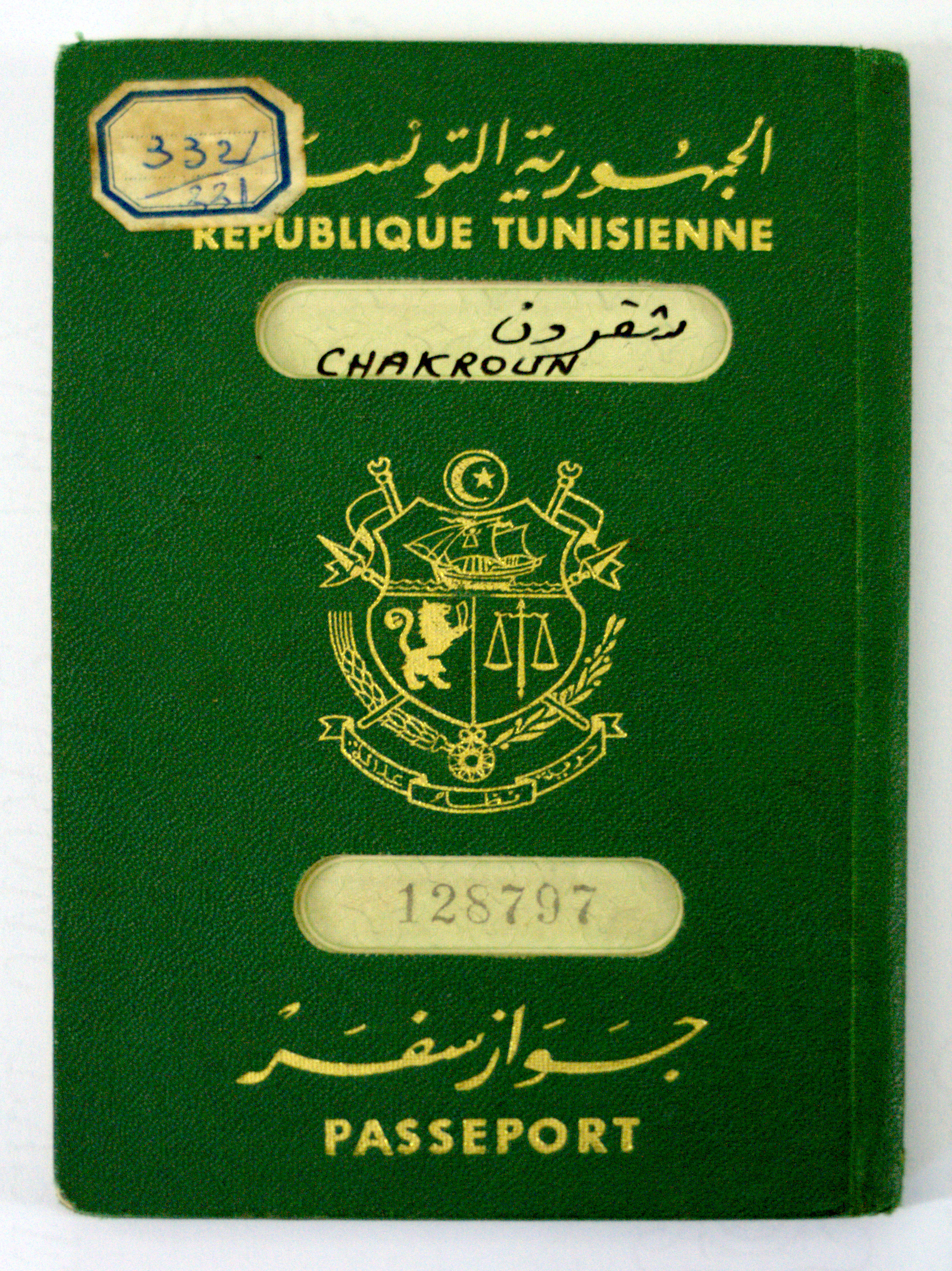
Ancienne version du passeport tunisien, datant de 1964.

- Décrets beylicaux des 13 mars 1897, 13 avril 1898, 24 juin 1916, 20 février 1930, 23 mai 1938, 6 juin 1956 et 21 juin 1956 ;
- Arrêtés des 2 août 1911, 12 avril 1939 et 30 septembre 1943.

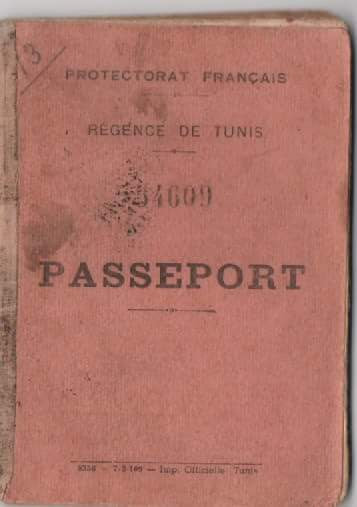
Page de garde d'un passeport tunisien de 1951.
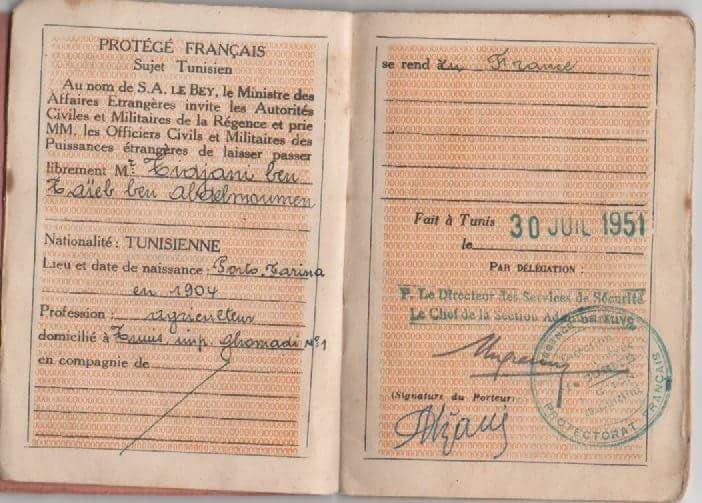
Première page de ce passeport.
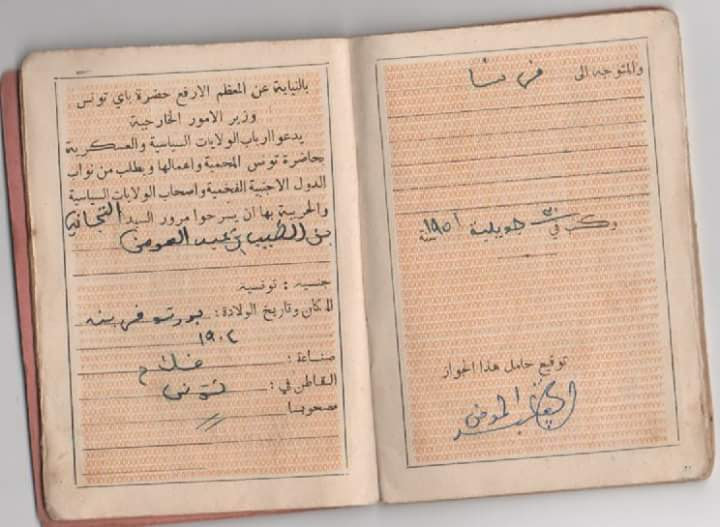
Deuxième page de ce passeport.

### Textes actuels
- Loi no 1975-40 du 14 mai 1975, relative aux passeports et aux documents de voyage[2] ;
  - Décret no 1976-53 du 22 janvier 1976, relatif au passeport spécial[3] ;
    - Arrêté no 1976-302 du 22 juin 1976, relatif aux modalités de délivrance du passeport spécial[4] ;
- Loi organique no 2015-46 du 23 novembre 2015, modifiant et complétant la loi no 75-40 du 14 mai 1975, relative aux passeports et aux documents de voyage[5].

## Caractéristiques
Le passeport tunisien se conforme aux standards de l'Organisation de l'aviation civile internationale. La première version à lecture optique a été émise en 2003.
Le document contient trente-deux pages. La page d'identité est rédigée en arabe et en anglais ; le reste des pages est écrit en arabe, anglais et français.

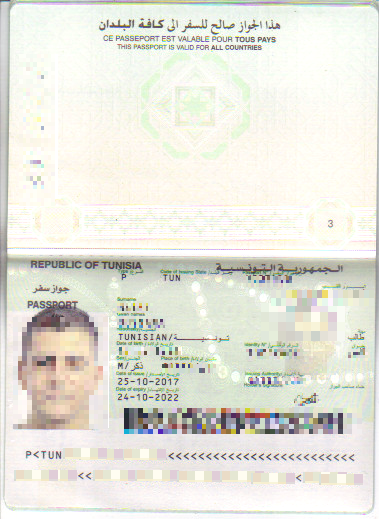
Pages d'identité.

Les informations données sur la page d'identité sont :
- la photo du titulaire ;
- le type de passeport (P) ;
- le code du pays (TUN) ;
- le numéro du passeport ;
- le nom ;
- le(s) prénom(s) ;
- la profession (en arabe uniquement) ;
- la nationalité ;
- le numéro de la carte d'identité nationale (CIN) ;
- la date de naissance ;
- le sexe ;
- le lieu de naissance ;
- la date de délivrance du passeport ;
- le lieu d'émission du passeport ;
- la date d'expiration du passeport ;
- l'autorité délivrant le passeport ;
- la signature du titulaire.

## Obtention
Pour obtenir un passeport, le demandeur doit posséder la nationalité tunisienne et ne pas être soumis aux interdictions indiquées dans la loi no 75-40 du 14 mai 1975 relative aux passeports et aux documents de voyages.
En plus d'une demande dûment complétée, les documents suivants doivent être déposés au poste de police ou de la garde nationale du lieu de résidence :
- une copie de la carte d'identité nationale ;
- quatre photos d'identité récentes, sur fond clair ;
- une autorisation et une copie de la carte d'identité du tuteur pour les mineurs ;
- un certificat d'inscription pour les étudiants ou une attestation scolaire de présence pour les élèves ;
- une quittance de 80 dinars ou de 25 dinars pour les élèves, étudiants et enfants de moins de sept ans[7].

Les résidents à l'étranger fournissent également tout document prouvant leur situation et déposent leur dossier à leur représentation diplomatique.
Le passeport est remis dans les quinze jours à compter de la date de dépôt de la demande.

## Voyages sans visa ou visa apposé à l'arrivée

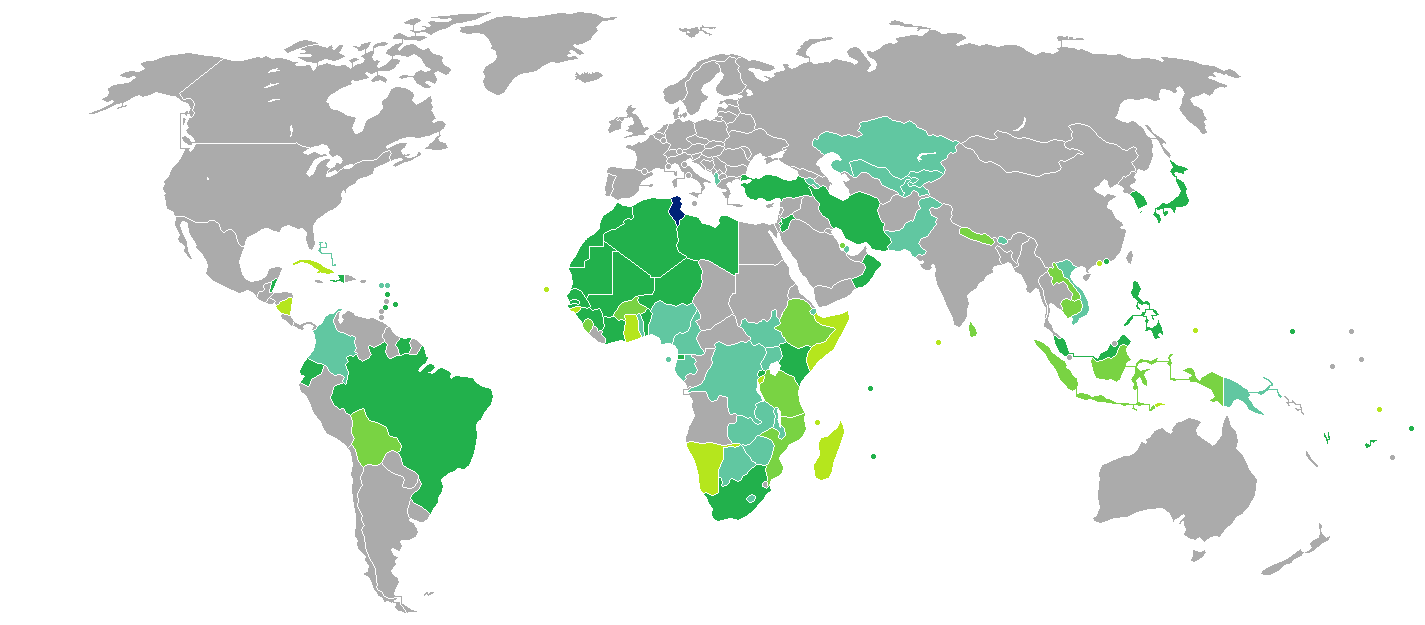
Tunisie
Visa non nécessaire
Visa à l'arrivée
Système de visa électronique
Visa électronique ou à l'arrivée
Visa requis avant l'arrivée
Interdiction de voyager

Les possesseurs d'un passeport tunisien régulier peuvent voyager sans visa (), ou obtenir un visa délivré dans le pays d'arrivée, vers plus de 80 pays et territoires.

### Afrique
| Pays et territoires              | Conditions d'accès                                                                        |
| -------------------------------- | ----------------------------------------------------------------------------------------- |
| Algérie                          | 3 mois                                                                                    |
| Afrique du Sud                   | 3 mois                                                                                    |
| Bénin                            | 3 mois                                                                                    |
| Burkina Faso                     | Visa délivré à l'arrivée (1 mois)                                                         |
| Burundi                          | Visa délivré à l'arrivée (1 mois)                                                         |
| Cap-Vert                         | Visa délivré à l'arrivée (3 mois)                                                         |
| Comores                          | Visa délivré à l'arrivée (3 mois)                                                         |
| République démocratique du Congo | Visa délivré sur Internet pour la somme de 300 USD (7 jours)                              |
| Côte d'Ivoire                    | 3 mois                                                                                    |
| Djibouti                         | Visa délivré sur Internet pour la somme de 23 USD (90 jours)                              |
| Éthiopie                         | Visa délivré à l'arrivée pour la somme de 72 USD (90 jours)                               |
| Gabon                            | 3 mois                                                                                    |
| Gambie                           | 3 mois                                                                                    |
| Ghana                            | Visa délivré à l'arrivée pour la somme de 150 USD (30 jours)                              |
| Guinée                           | 3 mois                                                                                    |
| Guinée-Bissau                    | Visa délivré à l'arrivée (90 jours)                                                       |
| Guinée équatoriale               | 30 jours                                                                                  |
| Kenya                            | 60 jours                                                                                  |
| Lesotho                          | Visa délivré sur Internet pour la somme de 150 USD (44 jours)                             |
| Libye                            | 3 mois                                                                                    |
| Madagascar                       | Visa délivré à l'arrivée pour la somme de 140 000 MGA (3 mois)                            |
| Malawi                           | Visa délivré sur Internet pour la somme de 75 USD (90 jours)                              |
| Mali                             | 3 mois                                                                                    |
| Maroc                            | 3 mois                                                                                    |
| Maurice                          | 2 mois (tourisme) et 3 mois (business)                                                    |
| Mauritanie                       | 3 mois                                                                                    |
| Mozambique                       | Visa délivré à l'arrivée pour la somme de 25 USD (1 mois)                                 |
| Namibie                          | Visa délivré à l'arrivée pour la somme de 1 000 N$ (3 mois)                               |
| Niger                            | 3 mois                                                                                    |
| Nigeria                          | Visa délivré à l'arrivée pour la somme de 32 USD à condition d'avoir un e-visa (30 jours) |
| Ouganda                          | Visa délivré à l'arrivée pour la somme de 50 USD (90 jours)                               |
| Rwanda                           | 1 mois                                                                                    |
| Sao Tomé-et-Principe             | Visa délivré sur Internet ; paiement à l'arrivée pour la somme de 20 euros (30 jours)     |
| Sénégal                          | 3 mois                                                                                    |
| Seychelles                       | 1 mois                                                                                    |
| Sierra Leone                     | Visa délivré à l'arrivée pour la somme de 25 USD (30 jours)                               |
| Somalie                          | Visa délivré à l'arrivée pour la somme de 60 USD (1 mois)                                 |
| Somaliland                       | Visa délivré à l'arrivée pour la somme de 30 USD (1 mois)                                 |
| Soudan du Sud                    | Visa délivré sur Internet pour la somme de 100 USD (90 jours)                             |
| Tanzanie                         | Visa délivré à l'arrivée pour la somme de 50-100 USD (3 mois)                             |
| Togo                             | Visa délivré à l'arrivée pour la somme de 60 000 CFA (7 jours)                            |
| Zambie                           | Visa délivré sur Internet pour la somme de 50 USD (90 jours)                              |

### Amériques
| Pays et territoires             | Conditions d'accès                                                   |
| ------------------------------- | -------------------------------------------------------------------- |
| Barbade                         | 6 mois                                                               |
| Belize                          | 1 mois                                                               |
| Bolivie                         | Visa délivré à l'arrivée (3 mois)                                    |
| Brésil                          | 3 mois                                                               |
| Cuba                            | 30 jours ; l'achat d'une carte touristique avant le voyage est exigé |
| Dominique                       | 3 semaines                                                           |
| Équateur                        | 3 mois                                                               |
| Haïti                           | 3 mois                                                               |
| Montserrat                      | Visa délivré sur Internet                                            |
| Nicaragua                       | Visa délivré à l'arrivée pour la somme de 10 USD (90 jours)          |
| Saint-Vincent-et-les-Grenadines | 3 mois                                                               |
| Suriname                        | Visa délivré sur Internet pour la somme de 40 USD (90 jours)         |
| Îles Vierges britanniques       | 1 mois                                                               |

### Asie
| Pays et territoires | Conditions d'accès                                                                         |
| ------------------- | ------------------------------------------------------------------------------------------ |
| Arménie             | Visa délivré sur Internet pour la somme de 30 USD (120 jours)                              |
| Bangladesh          | Visa délivré à l'arrivée (30 jours)                                                        |
| Cambodge            | Visa délivré à l'arrivée pour la somme de 30 USD (1 mois)                                  |
| Chypre du Nord      | 90 jours                                                                                   |
| Corée du Sud        | 1 mois (K-ETA en ligne nécessaire)                                                         |
| Hong Kong           | 1 mois                                                                                     |
| Indonésie           | 30 jours                                                                                   |
| Iran                | Visa délivré à l'arrivée (15 jours)                                                        |
| Japon               | 3 mois                                                                                     |
| Jordanie            | 3 mois                                                                                     |
| Laos                | Visa délivré à l'arrivée pour la somme de 30 USD (1 mois)                                  |
| Liban               | Visa délivré à l'arrivée pour la somme de 25 USD avec certaines conditions (1 mois)        |
| Macao               | Visa délivré à l'arrivée pour la somme de 100 MOP (1 mois)                                 |
| Malaisie            | 3 mois                                                                                     |
| Maldives            | Visa délivré à l'arrivée (1 mois)                                                          |
| Népal               | Visa délivré à l'arrivée pour la somme de 40 USD (1 mois)                                  |
| Oman                | 14 jours                                                                                   |
| Ouzbékistan         | Visa délivré sur Internet pour la somme de 35 USD (30 jours)                               |
| Pakistan            | Visa délivré à l'arrivée (90 jours)                                                        |
| Philippines         | 1 mois                                                                                     |
| Russie              | Visa délivré sur Internet (entrée par l'Extrême-Orient russe pour un séjour de huit jours) |
| Singapour           | Visa délivré sur Internet pour la somme de 30 SGD (30 jours)                               |
| Sri Lanka           | Visa délivré sur Internet pour la somme de 35 USD (30 jours)                               |
| Syrie               | Visa délivré à l'arrivée pour la somme de 75 USD (30 jours)                                |
| Tadjikistan         | Visa délivré à l'arrivée (45 jours)                                                        |
| Thaïlande           | Visa délivré à l'arrivée pour la somme de 2000 THB (15 jours)                              |
| Timor oriental      | Visa délivré à l'arrivée pour la somme de 30 USD (1 mois)                                  |
| Turquie             | 3 mois                                                                                     |
| Vietnam             | Visa délivré sur Internet pour la somme de 25 USD (90 jours)                               |

### Europe
| Pays et territoires | Conditions d'accès                                           |
| ------------------- | ------------------------------------------------------------ |
| Ukraine             | 3 mois (uniquement pour passports spéciaux et diplomatiques) |

### Océanie
| Pays et territoires         | Conditions d'accès                                        |
| --------------------------- | --------------------------------------------------------- |
| Fidji                       | 4 mois                                                    |
| Îles Cook                   | 31 jours                                                  |
| Îles Pitcairn               | 14 jours                                                  |
| Kiribati                    | 28 jours                                                  |
| États fédérés de Micronésie | 1 mois                                                    |
| Niue                        | 1 mois                                                    |
| Palaos                      | Visa délivré à l'arrivée pour la somme de 50 USD (1 mois) |
| Samoa                       | 3 mois                                                    |
| Tuvalu                      | Visa délivré à l'arrivée (1 mois)                         |
| Vanuatu                     | 1 mois                                                    |